# クテナイ語
クテナイ語（クテナイご、英: Kutenai language）は、孤立した言語である。北アメリカの先住民であるクーテネイ族によって話されている言語である。

## 言語名別称
- クーテネイ語
- クーテナイ語
- Kootenai
- Kootenay
- Ktunaxa